# فاندلوس لهوسبيتليت دي لينفانت
فاندلوس لهوسبيتليت دي لينفانت (بالإسبانية: Vandellòs i l'Hospitalet de l'Infant)‏ هي municipality of Spain تقع في إسبانيا في منطقة كتالونيا.[بحاجة لمصدر] يقدر عدد سكانها بـ 5,839 نسمة ومساحتها 102.67 كم2 وترتفع عن سطح البحر 281 متر.

## أعلام
- غريغوريو لافيلا